# Charles Gordon Curtis
Charles Gordon Curtis, född 20 april 1860 i Boston, Massachusetts, död 10 mars 1953 i Suffolk County, New York, var en amerikansk ingenjör, uppfinnare och patentadvokat. Han är bäst känd som utvecklaren av ångturbinen Curtis.

## Biografi
Curtis tog civilingenjörsexamen 1881 vid Columbia University följt av två års studier vid New York Law School. Efter examen där 1883 arbetade Curtis först som patentadvokat under åtta år och startade sedan en egen patentbyrå. Senare samarbetade han med vännerna Charles Crocker och Schuyler S. Wheeler för att bilda The Curtis, Crocker, Wheeler Company, med avsikt att tillverka och marknadsföra elektriska apparater, såsom motorer och fläktar.

### Ångturbinen
År 1896 patenterade Curtis två typer av ångturbiner. Han kombinerade principerna för Lavalturbinen och Parsons-turbinen till en flerstegs impulsturbin (liknande den oberoende utvecklade Rateauturbinen). Curtis' turbin hade en lägre effektivitet än Parsons' turbin, men var mycket mindre och enklare i konstruktionen, vilket gjorde den lämplig för enkla tillämpningar och mobil användning (t.ex. ångfartyg).
Curtis talade med olika företag om sina turbiner, men mötte inget intresse förrän han träffade Edwin W. Rice från General Electric. År 1901 sålde han rättigheterna till sitt patent till GE. Curtisturbinen utvecklades vidare för användning inom marin framdrivning av International Marine Curtis Turbine Company, som i sin tur licensierade den till det brittiska varvet John Brown & Company. Den senare byggde Brown-Curtis-turbiner som användes i många fartyg i Royal Navy.
År 1910 tilldelades Curtis Rumfordpriset från American Academy of Arts and Sciences för sina förbättringar av ångturbinen.

### Gasturbiner och andra
År 1899 utvecklade Curtis den första fungerande gasturbinen i USA. För detta ändamål erhöll Curtis den årliga priset av gassturbindivisionen i ASME 1948 och Holley-medaljen av ASME 1950. Förutom de ovannämnda turbinerna arbetade Curtis med förbättringar av tekniken i förbränningsmotorer (tvåtakts dieselmotorer) och av drivning av torpeder.